# 시월애
"시월애"는 2000년에 개봉한 이현승 감독의 멜로 영화이다. 이정재, 전지현 주연이며, 2000년 9월 9일에 개봉하였다. 제목 '시월애(時越愛)'는 '시간을 뛰어넘는 사랑'의 의미로, 서로 다른 시간대에 사는 남녀 주인공 은주와 성현이 시간을 연결하는 우편함을 통해 편지를 주고받으며 사랑을 확인하는 내용을 다룬다.

## 줄거리
1999년에 사는 은주(전지현 분)는 자신이 살던 '일마레'라는 집을 떠나면서 우편함에 자신 앞으로 오는 편지를 바뀐 주소로 보내달라는 부탁 편지를 남긴다. 하지만 편지는 우편함을 통해 1997년에 사는 성현(이정재 분)에게로 간다. 은주와 성현은 이 우편함을 통해 서로 편지를 주고받으며 서로에게 호감을 느끼게 된다. 은주는 성현에게 부탁하여 과거게 자신이 잃어버린 물건을 찾기도 하고 성현은 은주에게 부탁하여 미래에 있을 자신이 읽어보고 싶은 자료를 얻기도 한다.
서로 다른 시간이지만 같은 곳을 걷기도 하고 성현은 은주를 위해 와인을 맡겨놓고 은주는 과거에 성현이 맡겨놓은 와인을 찾기도 한다. 이렇듯 서로 편지를 주고받으면서 지내던 차에 은주는 성현에게 과거에 남자친구와 헤어지는 장소로 가서 둘의 이별을 막아달라고 부탁하는데...

## 캐스팅
- 이정재 : 성현 역
- 전지현 : 은주 역
- 조승연 : 재혁 역
- 민윤재 : 정숙 역
- 김지무 : 지훈 역
- 최윤영 : 혜원 역
- 이인철 : 복덕방아저씨 역
- 권연경 : 복덕방아줌마 역
- 남정희 : 은주 모 역
- 김광인 : 전원카페 주인 역
- 이진목 : 택시기사 역
- 김미현 (목소리 출연)
- 신경택 (목소리 출연)
- 이주창 (목소리 출연)
- 장경희 (목소리 출연)
- 장미경 (목소리 출연)
- 최윤태 (목소리 출연)
- 최지환 (목소리 출연)
- 홍소영 (목소리 출연)
- 김무생 : 한 교수 역 (특별출연)